# Habasit
Die Habasit International AG mit Sitz in Reinach ist ein international tätiger Schweizer Hersteller von Antriebsriemen und Transportbändern.

## Geschichte
Das Unternehmen wurde 1946 in Basel durch Fernand Habegger und seine spätere Frau Alice Fluck gegründet und trat 1953 in den Spindel- und Maschinenbändermarkt ein. 1959 zog das Unternehmen, das ab 1961 als Habasit AG auftrat, von Basel nach Reinach. Mit der Gründung der ersten ausländischen Tochtergesellschaft in Grossbritannien begann Habasit 1965 seine internationale Expansion. Weitere Tochtergesellschaften folgten 1967 in Kanada, Spanien, Österreich, Schweden und den USA, 1968 in Japan, 1972 in Brasilien, 1974 in Deutschland, 1976 in Italien, 1979 in Frankreich und 1981 in Norwegen.
Im Jahr 1983 begann der Verkauf von Armid-Antriebsriemen, dem ersten klebstofffrei endverbindbaren Flachriemen mit Armid-Zugschicht auf dem Markt.
1985 zählte die Unternehmensgruppe 738 Mitarbeiter und erzielte einen Umsatz von 130 Millionen Franken. Im Jahr darauf wurden weitere Tochtergesellschaften in Belgien und den Niederlanden eingegliedert. 1992 verstarb der Firmengründer Fernand Habegger.
Ab Mitte der 1990er Jahre beschleunigte sich die internationale Expansion durch verschiedene Übernahmen in der Schweiz, Italien, den USA, Grossbritannien, im Fernen Osten und in China. 2016 verstarb Firmengründerin Alice Habegger-Fluck (1924–2016).

## Produkte (Auswahl)

### Transport- und Prozessbänder
- Gewebe-Transport- und Prozessbänder
- Kunststoff-Modulbänder
- Maschinenbänder
- Zahnriemen
- Scharnierband- und Transportketten
- Endlosbänder
- Faltschachtelriemen
- Monolithische Bänder
- Rundriemen (als Transportelemente)

### Antriebsriemen
- Antriebsriemen / Treibriemen
- Tangentialriemen
- Spindelbänder
- Maschinenbänder (als Antriebselement)
- Rundriemen (als Antriebselement)

### Ergänzende Produkte
- Zahnräder
- Profile, Führungs- und Gleitleisten
- Konfektionierungsvorrichtungen

### Service
- Bandauswahl & -berechnung
- Bandkonstruktion
- Technischer Support & Überprüfung
- Vorort Installation
- Beratung und technische Analysen
- Schulungen & Trainings

## Branchen (Auswahl)
- Textil
- Papier & Druck
- Lebensmittel
- Automobil- & Reifenindustrie
- Verpackung
- Materials Handling & Flughäfen
- Holzverarbeitung
- Tabakindustrie